# Stefan Lindberg
Stefan Lindberg, född 1971 i Alingsås, är en svensk författare, dramatiker och översättare.

## Författarskap
Han debuterade i bokform 1999 med novellsamlingen Tusen nålar och har sedan dess publicerat ytterligare sex skönlitterära böcker. 2016 kom den semidokumentära romanen Nätterna på Mon Chéri, som kretsar kring 33-åringen, Palmemordet och dess utredning, vilken följdes av romanerna Splendor 2020, nominerad till Augustpriset i kategorin bästa skönlitterära bok, och av Viskarna 2024. Tillsammans utgör de den så kallade Fridhemsplanstrilogin, en autofiktiv skildring med författaren Stefan Lindberg som berättare och ibland även huvudperson. Trilogin bärs upp av lika delar fantastik och samtidsrealism och har beskrivits som en blandning av ”true crime och sårig autofiktion som garant för det autentiska som vi håller på att förlora”.
Han skriver regelbundet i Expressen Kultur och medverkar i Sveriges Radio P1:s Tankar för dagen. Mest uppmärksammade bland hans dramatiska verk är Palme dör innan paus och Lavv. Den senare har satts upp ett flertal gånger, både i Sverige och utomlands.

## Priser och nomineringar
- 2014 – Ludvig Nordström-priset
- 2014 – Ole och Ann-Marie Söderströms pris
- 2014 – Nominerad till Tidningen Vi:s litteraturpris för Du vet väl om att du är värdefull
- 2016 – Nominerad till Sveriges Radios Romanpris och Tidningen Vi:s litteraturpris för Nätterna på Mon Chéri
- 2020 – Nominerad till Augustpriset och Sveriges Radios Romanpris för Splendor
- 2024 – Ilona Kohrtz’ stipendium för år 2024–2025
- 2025 – Stina Aronsons pris
- 2025 – Stockholms stads Hederspris i litteratur

## Övrig prosa
- 2008 – Slump (kollektiv roman, utgiven av Hotel Gothia Towers)
- 2009 – Stjärnjägarna (Brevnoveller)
- 2011 – The Bear Hunter (Tee fruit press)
- 2014 – Till havet (Novellix)

## Pjäser
- 1993 – Trivsel
- 1999 – Hej och välkomna (Östgötateatern)
- 2000 – Världens smartaste tjej (Östgötateatern)
- 2001 – Palme dör innan paus (Teater Bhopa)
- 2001 – Pilot (Ung Scen Öst)
- 2002 – Ja och Nej (Ung Scen Öst)
- 2003 – Lavv (Ung Scen Öst)
- 2004 – Huvudvärk med E (Ung Scen Öst)
- 2005 – Mörkrets furste
- 2007 – Det ryggradslösa djuret (radiopjäs)
- 2008 – Plocka potäter i kostym (Regionteater Väst)
- 2010 – Prick och Fläck (dramatisering av Lotta Geffenblads böcker om Prick och Fläck, Teater 23)
- 2010 – Det som en gång var fet jävla äng (Riksteatern, Länk)
- 2013 – Texter till Gruppen och Herrarna (Gruppen)
- 2013 – Barnen från yttre rymden (Länsteatern Blekinge/Kronoberg)

## Antologier
- 1999 – Författarbesök (Almqvist & Wiksell)
- 2004 – Unga Röster (Studentlitteratur)
- 2006 – Omkopplingar – Avskrifter, listor, dokument, arkiv (Glänta)
- 2007 – Spela bollen jag är fri! – Trettio europeiska författare om fotboll (Författarlandslagets förlag)
- 2008 – Fem pjäser för unga (Ung Scen Öst)
- 2010 – De Nios litterära kalender (Norstedts)
- 2011 – I den nordiska litteraturens tjänst (Pequod)
- 2012 – Länk (Gidlunds förlag)
- 2012 – MEN – mannens frigörelse från mannen (Weyler förlag)
- 2018 – Svenska noveller från Almqvist till Stoor (Albert Bonniers Förlag)
- 2019 – Tankar för dagen (Verbum)
- 2022 – Lust och fägring stor (Cycle Press)

## Översättningar
- Motortown, Simon Stephens, Östgötateatern, 27 januari 2007
- På stranden av världen, Simon Stephens (On the Shore of the Wide World) Simon Stephens, Göteborgs Stadsteater, 7 september 2007
- Examenstal till studenterna vid Kenyon College, 21 maj 2005, David Foster Wallace, Glänta nr 4.08
- Harper Regan, Simon Stephens, Stockholms stadsteater 12 december 2009, Göteborgs stadsteater 3 april 2009
- Groupie, Arnold Wesker, Teater Nolby, 10 februari 2011
- Kärlek och pengar (Love and Money), Dennis Kelly, 12 november 2010, Malmö Stadsteater
- Sångtexter till Helsingborgs Stadsteaters föreställning ”Allt som är ditt” 25 februari 2011
- Jag älskar dig, mannen (I love you, Bro), Adam Cass, Riksteatern, 27 september 2011
- Vintertid, (Winterlong), Andrew Sheridan, Göteborgs Stadsteater, 25 november 2011
- Ett vanligt liv, (Det normale liv), Christian Lollike, Örebro Länsteater
- 1984, av George Orwell i ny dramatisering av Robert Icke och Duncan Macmillan, Riksteatern, 2015
- Goda människor (Good people), David Lindsay-Abaire, Riksteatern, 2016
- Verkligheten (The Events), David Greig, Kulturhuset/Stadsteatern, 2017
- DNA, Dennis Kelly, Riksteatern/LÄNK, 2017